# Neomargarodes ramosus
Neomargarodes ramosus är en insektsart som beskrevs av Jashenko 1989. Neomargarodes ramosus ingår i släktet Neomargarodes och familjen pärlsköldlöss.
Artens utbredningsområde är Kazakstan. Inga underarter finns listade i Catalogue of Life.